# 愛知県道72号武豊小鈴谷線

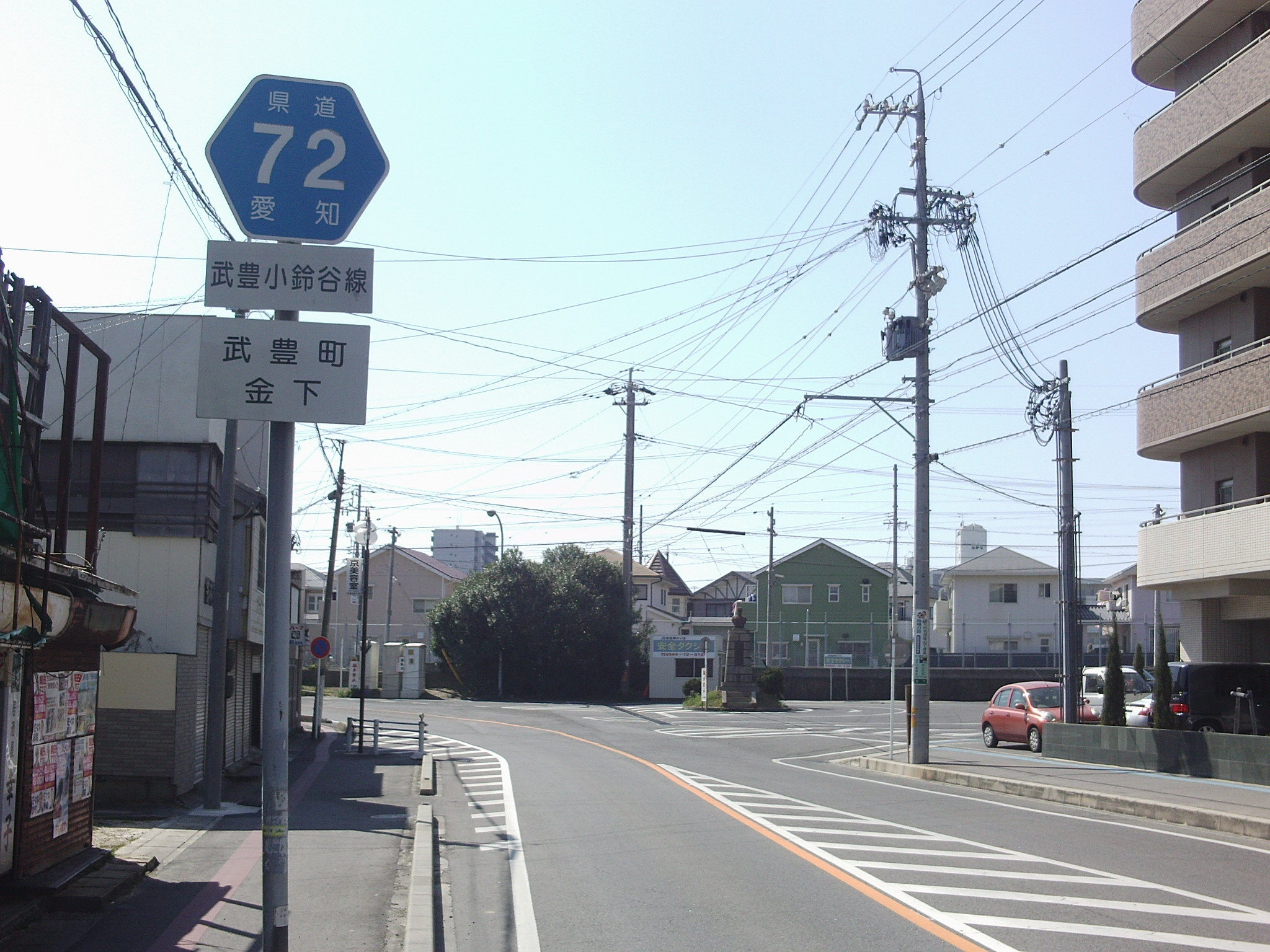
起点、師崎街道付近。（知多郡武豊町）

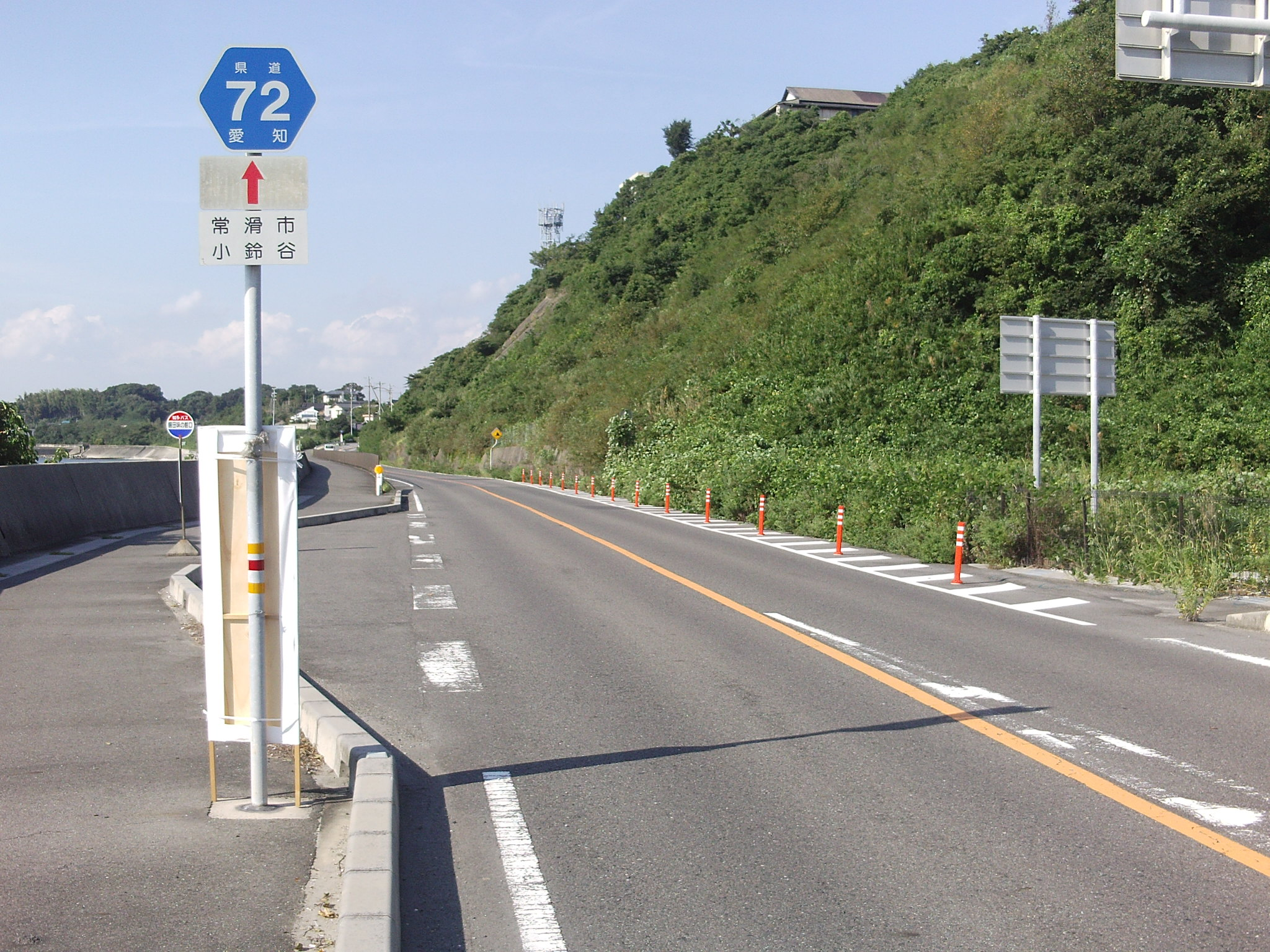
終点。左手は小鈴谷海岸。（常滑市小鈴谷）

愛知県道72号武豊小鈴谷線（あいちけんどう72ごう たけとよこすがやせん）は、愛知県知多郡武豊町から常滑市に至る主要地方道。

## 概要

### 路線データ
- 起点：愛知県知多郡武豊町（国道247号交点）
- 終点：愛知県常滑市小鈴谷（愛知県道274号小鈴谷河和線交点）

## 沿革
- 1977年2月28日：認定[1]

## 別名
- 半田街道（武豊町）
- 常滑街道（常滑市）
- 知多街道（常滑市）
- 旧国道247号（常滑市）

## 地理

### 通過する自治体
- 愛知県
  - 知多郡武豊町 - 常滑市

### 交差・接続する道路
- 国道247号（師崎街道）（武豊町金下：金下交差点）
- 愛知県道467号半田環状線 （向陽4丁目交差点）
- 愛知県道272号大谷富貴線 （武豊町字嶋田：嶋田交差点）
- 南知多道路（武豊インター交差点・武豊インターチェンジ）
- 国道247号（常滑市大谷字札月：札月交差点）
- 愛知県道274号小鈴谷河和線（常滑市小鈴谷字赤松：西小鈴谷交差点）

### 沿線
- 武豊郵便局
- JR武豊線 武豊駅
- 名鉄河和線 知多武豊駅
- 武豊町役場
- 愛知県立武豊高等学校
- 南知多道路武豊パーキングエリア